# Zaporiyia (región)

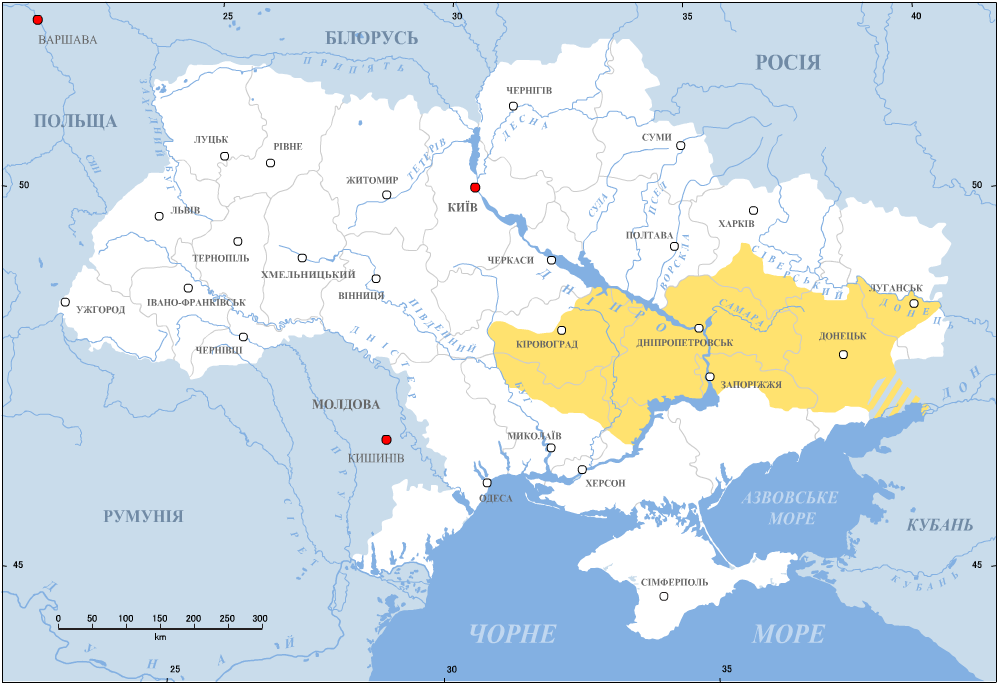
La región histórica de Zaporiyia dentro de los actuales límites de Ucrania.

Zaporiyia (ucraniano: Запоріжжя, Zaporiyia) es una región histórica situada alrededor del río Dniéper, después de sus rápidos (porogui, porozha) de donde se deriva, en la actual Ucrania, el nombre que se traduce como «territorio después de los rápidos». Entre los siglos XVI al XVIII, fue un territorio cosaco semiindependiente en Polonia-Lituania, con su centro en la Sich de Zaporiyia. 
Entre los siglos XVI-XVIII fue controlado por Polonia-Lituania, y en el XIX por Rusia.
Corresponde en la actualidad al óblast de Dnipropetrovsk, la mayor parte del óblast de Zaporiyia y Kirovogrado, así como algunas partes de los de óblast de Jersón y Donetsk en Ucrania.